# 克谢尼娅·亚历山德罗娃
克谢尼娅·亚历山德罗娃（1991年11月27日—）是一名哈萨克斯坦现代五项运动员，身高1.63米，体重56千克。曾参加2010年广州亚运会现代五项比赛，并获得女子个人第十一名和女子团体铜牌。